# Хамедов, Абилфас Муслимович
Абилфас Муслимович Хамедов (7 марта 1962, Ильич, Ильичёвский район, Южно-Казахстанская область, Казахская ССР) — казахстанский общественный и политический деятель, депутат Мажилиса Парламента Республики Казахстан VIІ созыва (с 2021 года).

## Биография
В 1989 году окончил Алма-Атинский архитектурно-строительный институт по специальности «Промышленное и гражданское строительство». В 2012 году получил учёную степень кандидата архитектуры.
В 1980—1990 годах работал водителем Автокомбината № 2 АГАПУ, грузчиком в магазине, каменщиком, мастером в тресте «Алма-Ата Сельстрой 7» ПМК-714.
В 1990—1994 годах — главный инженер в тресте «Алма-Ата Сельстрой 7» ПМК-5.
В 1994—2003 годах — директор МП «Наргиз»;
В 2003—2021 годах — директор компании «Центрпласт» (в 2016 году переименована в ТОО «АХЭКО»).
С 2000 года — член Ассамблеи народа Казахстана. С 2003 года — руководитель республиканской Ассоциации азербайджанцев Казахстана. С апреля 2017 года по апрель 2018 года — заместитель председателя Ассамблеи народа Казахстана.
С 15 января 2021 года — депутат Мажилиса Парламента Республики Казахстан VIІ созыва, избран Ассамблеей народа Казахстана.

## Награды
- Орден «Курмет»
- Орден «Достык» II степени
- Медаль «10 лет Астане»
- Медаль «20 лет независимости Республики Казахстан»
- Медаль «20 лет Ассамблее народа Казахстана»
- Медаль «25 лет независимости Республики Казахстан»
- Медаль «Прогресс» (1 июня 2016 года, Азербайджан) — за заслуги в области укрепления дружбы между народами и развития азербайджанской диаспоры[2]